# Liste der Bodendenkmale in Nordenham
In der Liste der Bodendenkmale in Nordenham sind die Bodendenkmale der niedersächsischen Gemeinde Nordenham aufgeführt. Die Quelle ist der Denkmalatlas Niedersachsen.
- Bitte beachten Sie, dass diese Liste keinen Anspruch auf Vollständigkeit erhebt.
- Die Angaben ersetzen nicht die rechtsverbindliche Auskunft der zuständigen Denkmalschutzbehörde.
- Es sind nur Daten aus dem Denkmalatlas verarbeitet.
- Der Stand der Liste ist der 24. April 2025.

Nordenham im Landkreis Wesermarsch

## Allgemein
In den Spalten finden sich folgende Informationen des Bodendenkmales:
| Lage         | geographische Koordinaten                                                           |
| Bezeichnung  | Bezeichnung lt. Denkmalatlas                                                        |
| Beschreibung | Beschreibung lt. Denkmalatlas                                                       |
| ID           | Objekt-ID                                                                           |
| Bild         | Bild, ggf. zusätzlich mit Link zu weiteren Fotos im Medienarchiv Wikimedia Commons. |

## Abbehausen
| Lage                        | Bezeichnung              | Beschreibung | ID       | Bild |
| --------------------------- | ------------------------ | ------------ | -------- | ---- |
| 53° 30′ 44″ N, 8° 27′ 14″ O | Abbehausen 1, Deich      |              | 28916879 | BW   |
| 53° 28′ 27″ N, 8° 23′ 18″ O | Abbehausen 3, Deich      |              | 28917508 | BW   |
| 53° 28′ 59″ N, 8° 27′ 23″ O | Abbehausen 4, Deich      |              | 28916752 | BW   |
| 53° 29′ 3″ N, 8° 26′ 8″ O   | Abbehausen 34, Kirchwurt |              | 28916891 | BW   |
| 53° 29′ 6″ N, 8° 26′ 9″ O   | Abbehausen 35, Wurt      |              | 28917396 | BW   |
| 53° 28′ 47″ N, 8° 25′ 53″ O | Abbehausen 40, Wurt      |              | 28916663 | BW   |

## Blexen
| Lage                        | Bezeichnung             | Beschreibung | ID       | Bild |
| --------------------------- | ----------------------- | --- | -------- | ---- |
| 53° 32′ 55″ N, 8° 29′ 5″ O  | Blexen 5, Wurt          | | 28916360 | BW   |
| 53° 31′ 57″ N, 8° 27′ 53″ O | Blexen 8, Wurt          | | 28916882 | BW   |
| 53° 31′ 57″ N, 8° 28′ 0″ O  | Blexen 9, Wurt          | | 28916163 | BW   |
| 53° 31′ 16″ N, 8° 28′ 34″ O | Blexen 20, Wurt         | | 28916501 | BW   |
| 53° 31′ 8″ N, 8° 28′ 7″ O   | Blexen 22, Wurt         | | 28916509 | BW   |
| 53° 32′ 38″ N, 8° 29′ 43″ O | Blexen 26, Wurt         | | 28917521 | BW   |
| 53° 32′ 24″ N, 8° 31′ 3″ O  | Blexen 27, Jedutenhügel | Größe ca. 31 × 24 m und Höhe ca. 5,1 m, hochgewölbt mit abgerundetem Gipfel. Leicht oval.                                                                                                  | 28913316 | BW   |
| 53° 32′ 23″ N, 8° 31′ 13″ O | Blexen 28, Wurt         | | 28913317 | BW   |
| 53° 31′ 30″ N, 8° 30′ 43″ O | Blexen 35, Jedutenhügel | Durchmesser ca. 27,5 m und Höhe ca. 5,7 m, hochgewölbt mit steilen Hangflächen und abgeflachter Kuppe. Im W- und N-Bereich von Gräben umgeben. An S-Seite ein zum Gipfel führender Fußweg. | 28911932 | BW   |
| 53° 31′ 29″ N, 8° 30′ 43″ O | Blexen 36, Wurt         | | 28916655 | BW   |
| 53° 31′ 26″ N, 8° 30′ 40″ O | Blexen 37, Wurt         | | 28911933 | BW   |
| 53° 31′ 55″ N, 8° 32′ 15″ O | Blexen 38, Kirchwurt    | | 28912088 | BW   |
| 53° 31′ 50″ N, 8° 32′ 6″ O  | Blexen 39, Wurt         | | 28912089 | BW   |
| 53° 31′ 11″ N, 8° 31′ 16″ O | Blexen 41, Wurt         | | 28916819 | BW   |
| 53° 33′ 5″ N, 8° 28′ 43″ O  | Blexen 43, Deich        | | 28916701 | BW   |
| 53° 31′ 3″ N, 8° 31′ 6″ O   | Blexen 48, Wurt         | | 28916355 | BW   |

## Esensham
| Lage                        | Bezeichnung             | Beschreibung | ID       | Bild |
| --------------------------- | ----------------------- | ------------ | -------- | ---- |
| 53° 26′ 47″ N, 8° 24′ 59″ O | Esenshamm 2, Deich      |              | 28917475 | BW   |
| 53° 27′ 32″ N, 8° 27′ 24″ O | Esenshamm 7, Deich      |              | 28917602 | BW   |
| 53° 27′ 2″ N, 8° 26′ 12″ O  | Esenshamm 26, Dorfwurt  |              | 28917655 | BW   |
| 53° 26′ 57″ N, 8° 26′ 24″ O | Esenshamm 27, Kirchwurt |              | 28916749 | BW   |
| 53° 28′ 17″ N, 8° 25′ 34″ O | Esenshamm 73, Wurt      |              | 28916887 | BW   |

## Nordenham
| Lage                        | Bezeichnung             | Beschreibung | ID       | Bild |
| --------------------------- | ----------------------- | ------------ | -------- | ---- |
| 53° 29′ 43″ N, 8° 28′ 15″ O | Nordenham 14, Kirchwurt |              | 28916168 | BW   |
| 53° 29′ 38″ N, 8° 28′ 12″ O | Nordenham 15, Wurt      |              | 28913044 | BW   |